# Adelognathus thomsoni
Adelognathus thomsoni är en stekelart som beskrevs av Otto Schmiedeknecht 1911. Adelognathus thomsoni ingår i släktet Adelognathus och familjen brokparasitsteklar. Arten är reproducerande i Sverige. Inga underarter finns listade i Catalogue of Life.